# St. Kastulus (Moosburg an der Isar)
Koordinaten: 48° 28′ 7,4″ N, 11° 56′ 12,8″ O

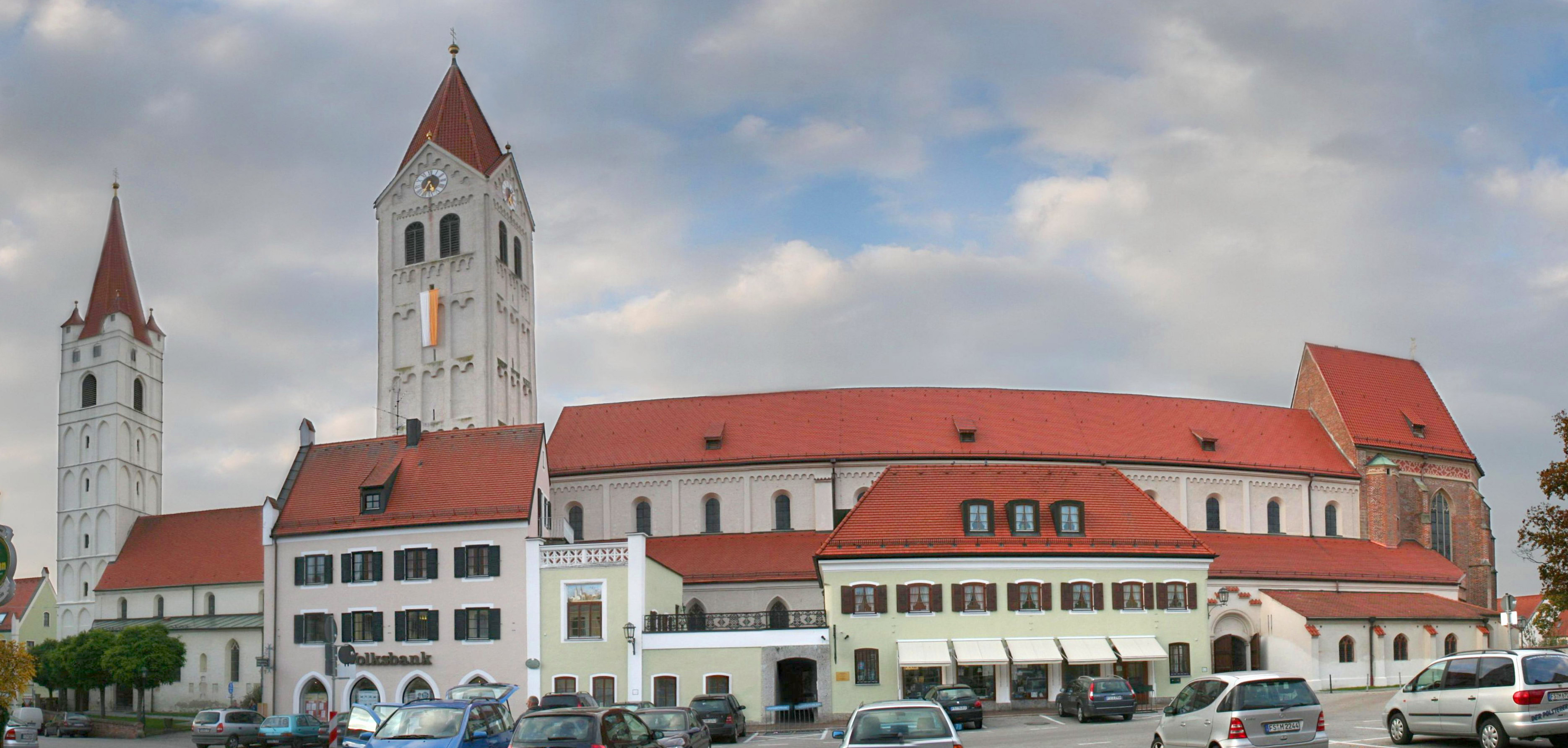
Kastulusmünster von Süden und links die Kirche St. Johannes, 2007

Das Münster St. Kastulus, auch Kastulusmünster, Münster Moosburg, vormals auch St. Castulus, in Moosburg an der Isar in Oberbayern ist die Hauptkirche der katholischen Stadtpfarrei Sankt Kastulus. Schutzpatrone des Münsters sind in einem Doppelpatrozinium die Gottesmutter Maria und der heilige Kastulus.
Mit dem Hochaltar des Landshuter Bildhauers Hans Leinberger birgt das Kastulusmünster eines seiner Meisterwerke, das am Übergang von der Spätgotik zur Renaissance in Altbayern entstanden ist.

## Geschichte

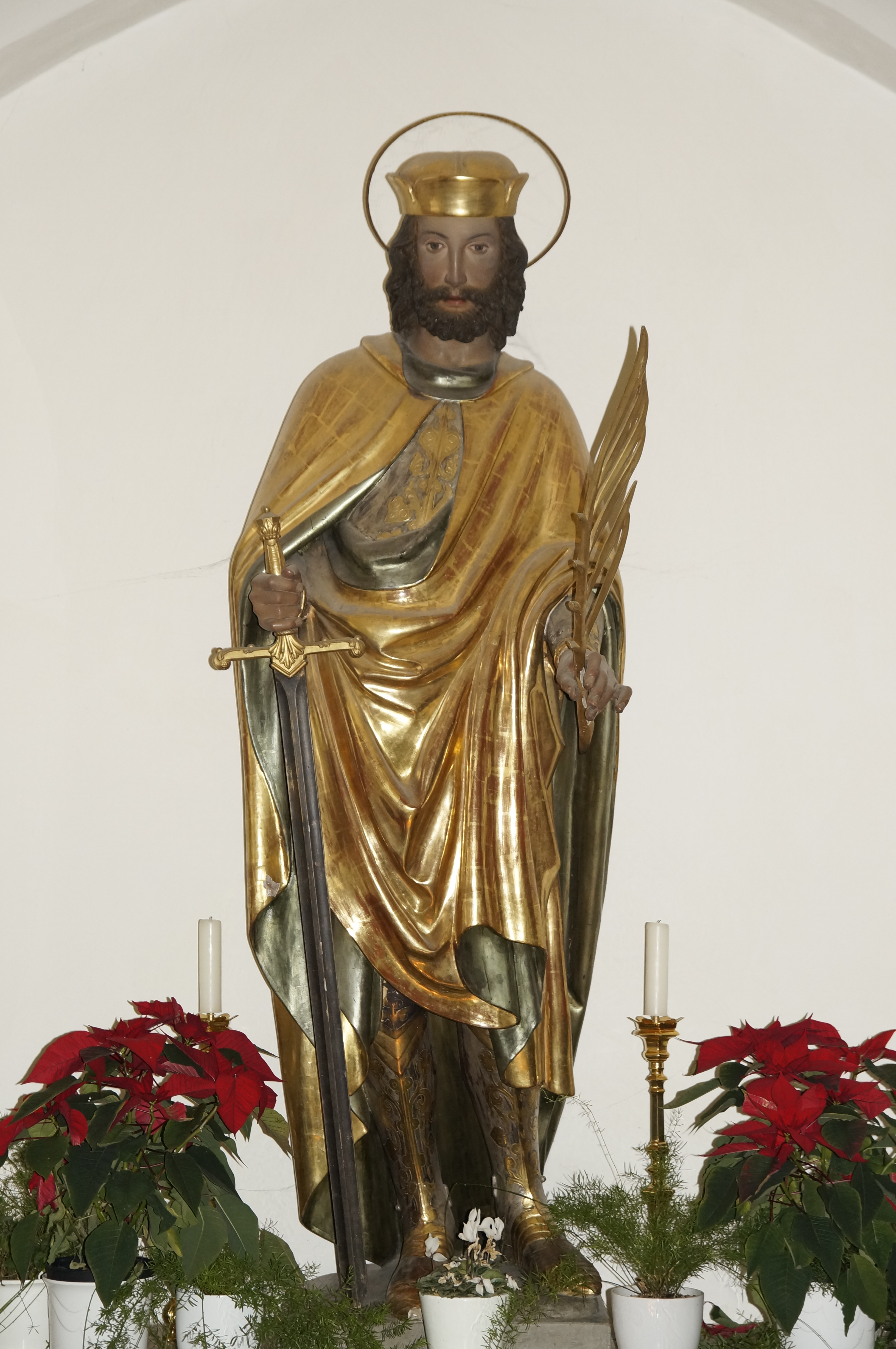
Statue des heiligen Kastulus an ihrem früheren Standort in der Ursulakapelle

Die Geschichte des Klosters Moosburg reicht zurück bis in die Zeit der Christianisierung. In der 2. Hälfte des 8. Jahrhunderts, vermutlich zwischen 764 und 772, brachten die Mönche Albin und Rhenobot die Gebeine des heiligen Kastulus von Rom nach Moosburg in das hiesige Benediktinerkloster. Dieses Kloster war zuständig für die Missionierung des Holzlandes und der Hallertau. Das Gebiet der Grafschaft Moosburg umfasste dabei annähernd den nördlichen Teil des heutigen Kreises Freising. Damit wurde der heilige Kastulus zum Schutzpatron der Hallertau und zum Schutzpatron von Moosburg bestimmt. Die Reliquien dieses römischen Märtyrers des 3./4. Jahrhunderts haben die Geschichte und die Bedeutung der Ortschaft und des Klosters Moosburg nachhaltig beeinflusst.
Jahrhundertelang galt irrtümlich das Jahr 827 als Datum der Translatio („Überführung der Reliquien“). Noch 1927 wurde in Moosburg das Fest „1100 Jahre Kastulus“ gefeiert, zu dem etwa 20.000 Gläubige zusammenkamen. Seit der Überführung der Reliquien ist die Moosburger Kirche neben der Gottesmutter Maria auch dem heiligen Kastulus geweiht.
Vom 24. Juni 754 datiert eine Urkunde, in der Graf Timo von Thulbach niederlegte, dass er statt der alten Johanneskirche eine neue, größere Kirche bauen und diese dem Hochstift zu Freising schenken wolle. Dies ist wahrscheinlich die erste Nennung der Moosburger Johanneskirche.
Die Existenz des Klosters ist durch urkundliche Erwähnungen seines ersten Abtes Reginbert von Moosburg im späten 8. und frühen 9. Jahrhundert bezeugt. Über den genauen Zeitpunkt der Klostergründung (wohl um 764/770) und die vermutlich adeligen Stifter ist nichts bekannt. Im Jahre 829 ist mit Sigimot von Moosburg letztmals die Existenz eines Abtes in Moosburg belegt.
Als 895 der bayerische Herzog und ostfränkische römisch-deutsche König Arnulf von Kärnten Moosburg als Eigenkloster an den Freisinger Bischof Waldo von Freising gab, lebten hier anstelle von Mönchen vermutlich bereits Säkularkanoniker (weltliche Chorherren). Gewöhnlich wird die Umwandlung des Klosters in ein Kollegiatstift in die Zeit des Freisinger Bischofs Egilbert von Moosburg um das Jahr 1021 datiert, als Heinrich II. ostfränkischer König und römisch-deutscher Kaiser war. Die verbliebenen Benediktinermönche berief Bischof Egilbert nach Freising in das Kloster Weihenstephan, in dem um 1040 die heutige Bayerische Staatsbrauerei Weihenstephan begründet wurde.
Während der Ungarnkriege wurden auch Ortschaft und Kloster Moosburg in Mitleidenschaft gezogen. Um 910 wurde ein Großteil Moosburgs von den Magyaren durch Brandstiftung zerstört.
1598 wurde das Kollegiatstift Moosburg durch den bayerischen Herzog Wilhelm V. in das Kollegiatstift St. Martin nach Landshut transferiert und dort 1803 im Zuge der Säkularisation in Bayern aufgehoben. Im Jahre 1937 wurde das alte Kollegiatstift auf die Bitte Kardinal Faulhabers durch Papst Pius XI. in Landshut wieder eingerichtet.
In das Moosburger Stiftsgebäude zogen 1699 Kapuziner ein und errichteten dort ein Hospiz, das bis 1802 bestand.

## Baugeschichte

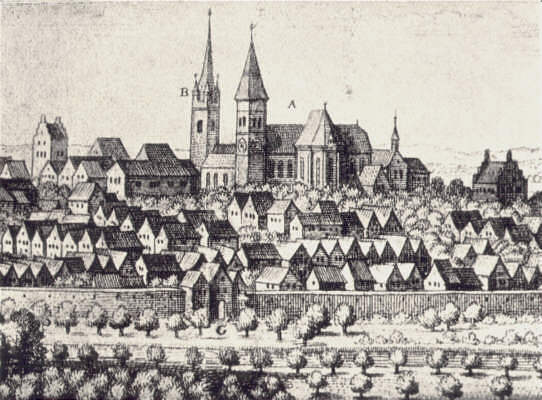
Moosburg, Kupferstich von Matthäus Merian von 1644, aus der Topographia Germaniae

Für die frühe Baugeschichte der Kirche gibt es keine sicheren Quellen. Bekannt ist jedoch, dass unter Vogt Burkard von Moosburg († 1120) Teile des Münsters einstürzten und den Dekan sowie einige Kirchenbesucher erschlugen. 2009 wurden bei Ausgrabungen im Inneren der heutigen Kirche Fundamentreste einer etwas abweichend ausgerichteten steinernen Kirche freigelegt (Bau I). Es handelte sich wahrscheinlich um eine einschiffige Saalkirche, die mit Vorsicht in die karolingische Zeit datiert werden kann.
Für das Jahr 1171 ist die Anwesenheit einer größeren Zahl von Maurern bezeugt. Dies spricht dafür, dass damals an einer neuen Kirche (Bau II) gebaut wurde. Diese wurde wohl vom Freisinger Bischof Albert I. von Harthausen (1158–1184) wesentlich gefördert, da dieser auch auf dem reich verzierten Westportal abgebildet ist. Es entstand eine dreischiffige Basilika von etwa 18 Metern Breite und 40 Metern Länge. Baumaterial waren Tuffsteinquader. Von dieser Kirche des späten 12. Jahrhunderts haben sich Teile der Westfassade, der Außenmauer des nördlichen Seitenschiffs sowie das sogenannte Adalbert-Portal erhalten.
1207 zerstörte ein Feuer die Burg der Grafen von Moosburg, die in unmittelbarer Nachbarschaft zum Kastulusmünster stand. Dabei brannte auch ein Teil des Münsters ab. Daraufhin wurde der Platz um die Kirche eingeebnet (plan gemacht). Der heutige Name des Platzes „Auf dem Plan“ verweist auf dieses Ereignis.
Aus dem Wiederaufbau dieser Zeit stammen die heute in wesentlichen Teilen erhaltene, dreischiffige Basilika aus Backstein (Bau III), die gegenüber der des Vorgängerbaus um sechs Meter nach Süden verbreitert wurde. Auch der Kirchturm entstand damals, der Ende des 19. Jahrhunderts – orientiert an den Türmen des Freisinger Doms – ein neues Dach erhielt. Damals wurde das von Bau II stammende, etwa auf 1180 zu datierende Westportal dergestalt versetzt, dass es nun in der Zentralachse des Neubaus lag.
1468 wurde im Osten ein neuer Chor |mit Rippengewölbe und großen Fenstern errichtet, dessen Grundstein Herzog Ludwig der Reiche von Bayern-Landshut (Inschrift am Choräußeren) legte, als Baumeister wird ein Seitz genannt. Vermutlich gegen Ende des 15. Jahrhunderts entstand die Westempore über einem für zweijochigen Gewölbe.
Am Anfang des 16. Jahrhunderts wurden die Seitenschiffe und die am südlichen Seitenschiff gelegene Ursulakapelle gewölbt, bei der es sich um die einstige Grablege der Grafen von Moosburg handelt.
Beim Abbruch des alten Hochaltars wurden die Gebeine des heiligen Kastulus aufgefunden, die in den neuen, von Hans Leinberger 1511 bis 1514 gestalteten Altar umgebettet wurden.
Durch die Verlegung des Stifts nach Landshut geriet die Ausgestaltung des Münsters – abgesehen von einigen Reparaturarbeiten – ins Stocken.
Nach einem Brand im Jahre 1705 setzte eine weitgehende Umgestaltung des Münsters im Stile des Barock ein. Die Fenster wurden umgebaut, der Innenraum erhielt eine neue Ausstattung und auch der Fußboden und die Kirchenbänke wurden erneuert.
Anfang des 19. Jahrhunderts wurden der Kreuzgang, der ungewöhnlicherweise im nördlichen Teil des Münsters lag, und die Marienkapelle im nordöstlichen Teil abgebrochen. Auch die Vorhalle des Westportals und einige barocke Anbauten fielen der Säkularisation in Bayern zum Opfer.
Während einer umfangreichen Restaurierung zwischen 1862 und 1874, die 48.000 Gulden kostete, wurden im Zuge des Historismus die komplette Barockausstattung der Kirche und die barocken Kirchenfenster entfernt und an ihrer Stelle neuromanische und neugotische Elemente eingefügt. Auch die in einer Landshuter Werkstätte in Auftrag gegebene Kanzel stammt aus dieser Zeit. Zudem wurde das bisherige Pyramidendach des Münsterturmes angepasst.
1927 erhielt das Kastullusmünster eine neue Orgel der Oettinger Firma Steinmayer und als Ersatz für das im Ersten Weltkrieg teilweise eingeschmolzene Geläut. Dieses musste im Zweiten Weltkrieg 1942 wiederum zu Rüstungs-Zwecken abgegeben werden. Erst 1954 fanden die heutigen sieben Glocken ihren Platz im Glockenstuhl des Münsterturmes.
In den Jahren 1937/38 und 1971/72 wurden Renovierungen des Innenraumes durchgeführt. 2013 wurden der Altarbereich sowie der Volksaltar und der Ambo neu gestaltet.

## Außenbau

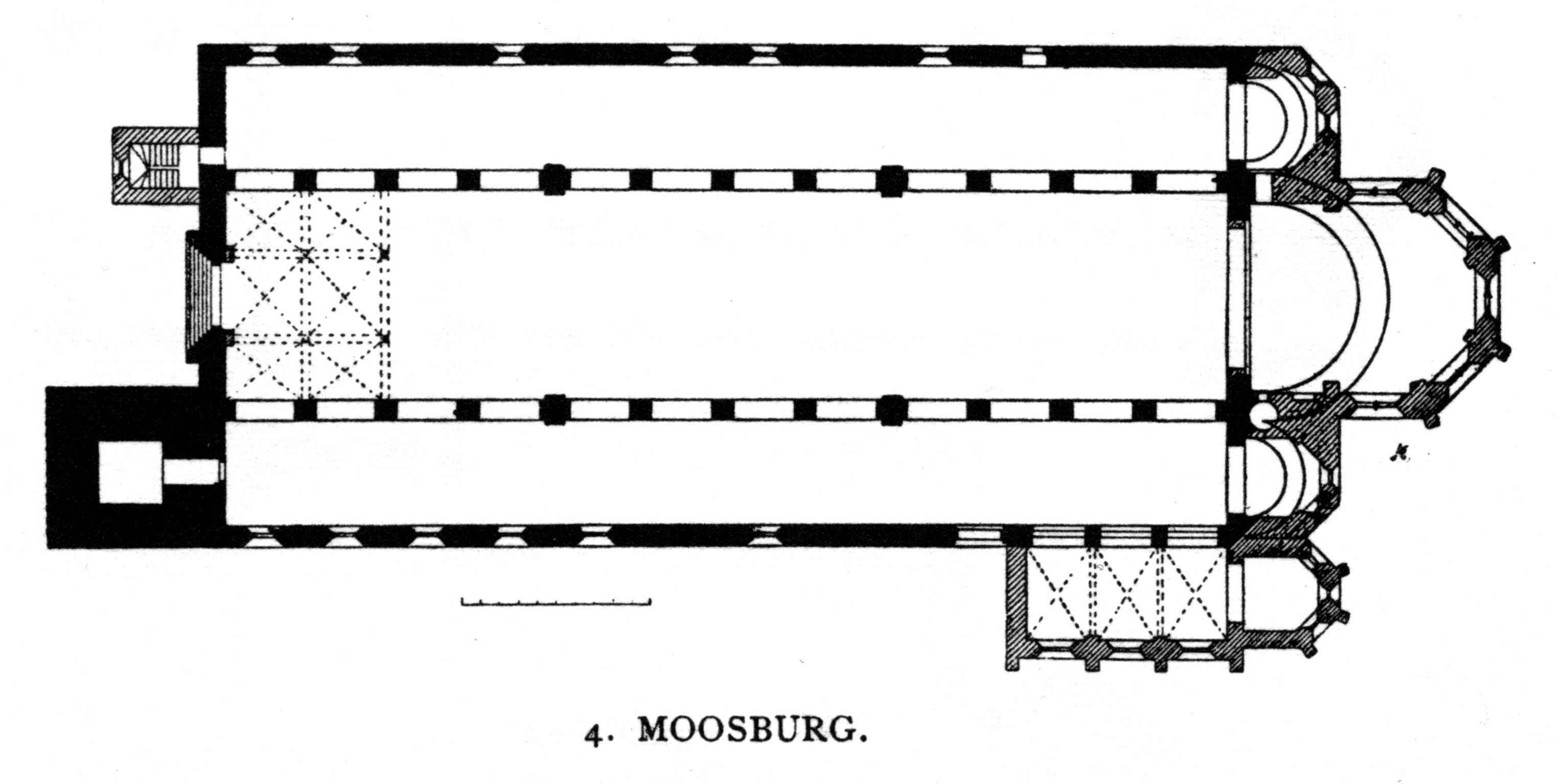
Grundriss des Kastulusmünsters

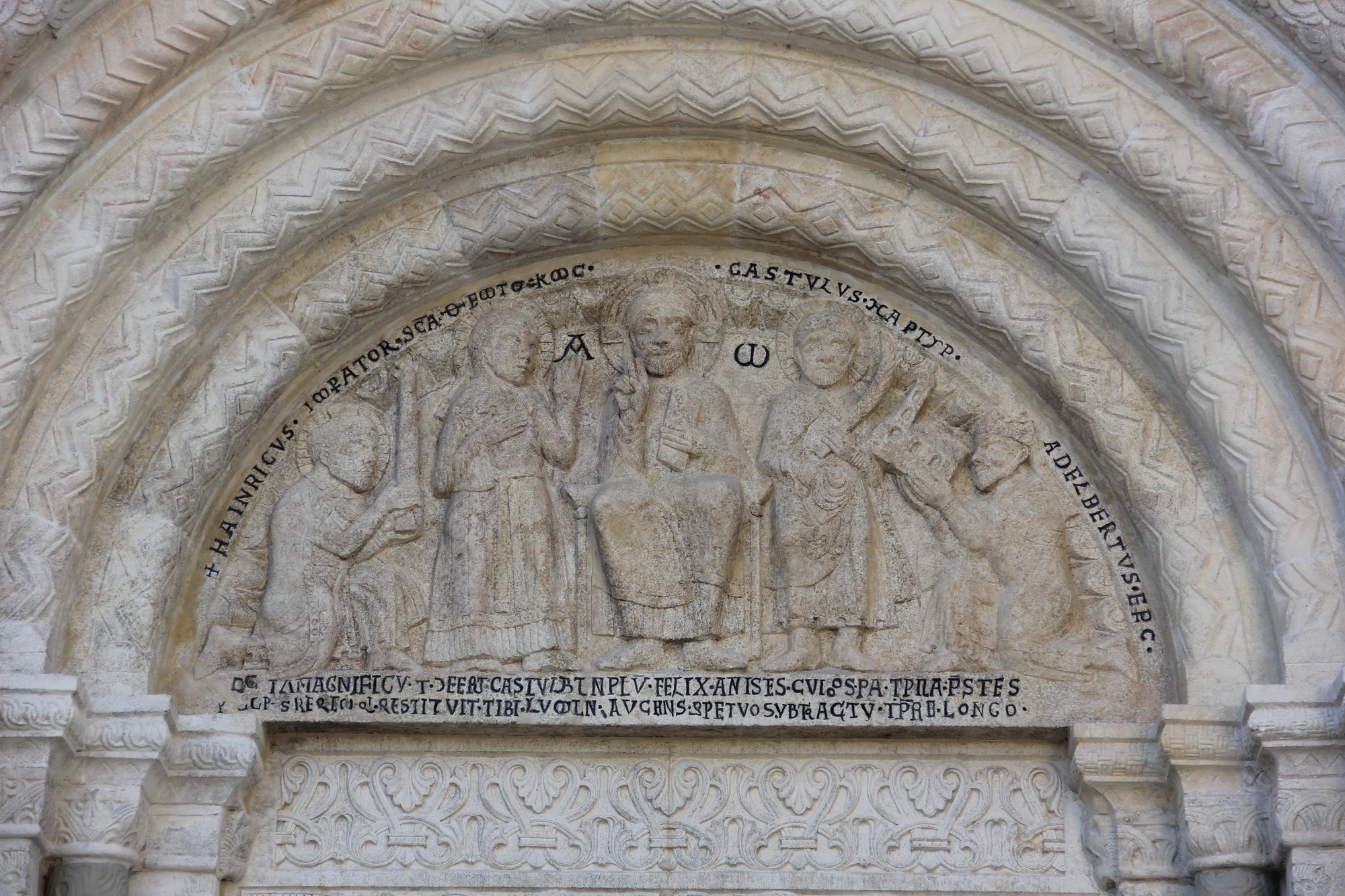
Tympanonrelief des Hauptportals: Thronender Christus zwischen den Kirchenpatronen Maria und Kastulus sowie Kaiser Heinrich II. und Bischof Adelbertus

Der Außenbau von St. Kastulus zeigt zwei Stilphasen. Das romanische Kirchenschiff besitzt zwölf gleiche Rundbogenfenster, während der Hochchor deutlich von der Spätgotik geprägt ist und das Mittelschiff überragt. Der Backsteinbau des Hochchors ist im Gegensatz zum Kirchenschiff vollkommen unverputzt.
Nach Westen hin steht der 50 Meter hohe romanische Turm, welcher für die damalige altbairische Bauart ungewöhnlich reich gegliedert ist. 1862 wurden Giebel und Turmhelm nach dem Vorbild der Türme des Freisinger Domes verändert.
Unterhalb des Turmes befindet sich das ebenfalls romanische, reich verzierte Hauptportal aus dem frühen 13. Jahrhundert mit der Abbildung von Christus, den Kirchenpatronen, Kaiser und Bischof und der Inschrift:
„Dieses so großartige Gotteshaus bringt dir, Castulus, der glückliche Bischof dar, dem du ein mächtiger Schutz sein mögest. Ihm sei auch der König gnädig, der dir den Glanz verleih, welcher dir so lange Zeit hindurch entzogen war.“

## Ursulakapelle

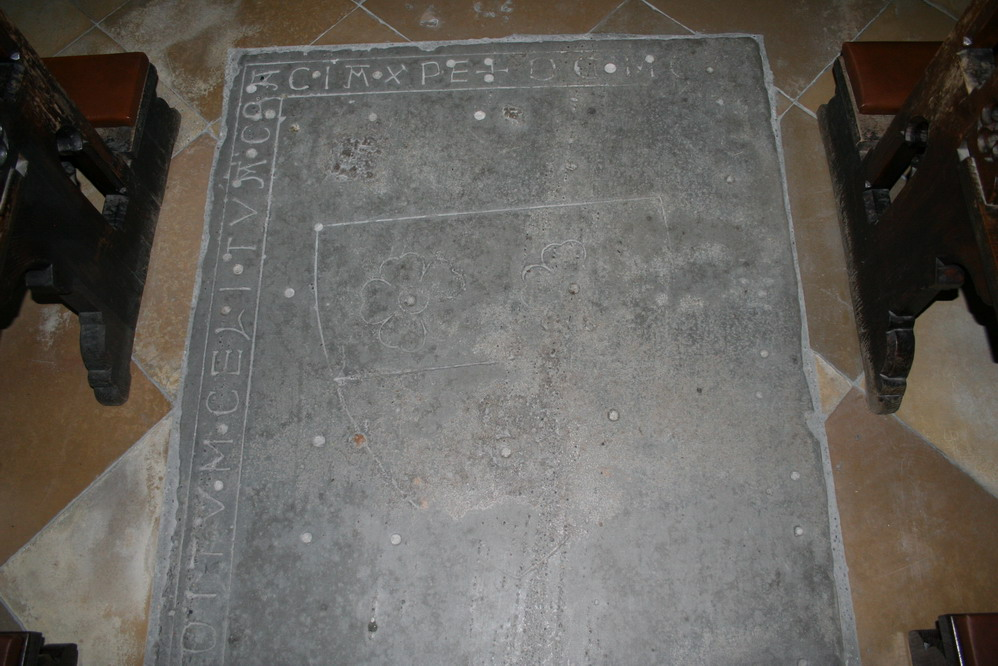
Grabplatte in der Ursulakapelle mit dem Wappen der Grafen von Moosburg

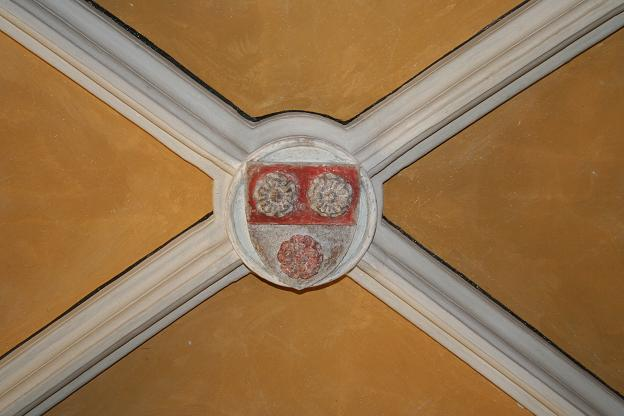
Wappen der Grafen von Moosburg auf dem Schlussstein des Kapellengewölbes der Ursulakapelle

Über drei Stufen steigt man in die der hl. Ursula geweihte, außerhalb des südlichen Seitenschiffs des Münsters gelegene Ursulakapelle hinab. Der niedrige einschiffige Anbau hat einen kleinen polygonalen Altarraum und nur wenige Bankreihen und ist der wohl älteste Teil des Münsters.
Der ursprünglich als Schlosskapelle genutzte Bau soll auf das 8. Jahrhundert zurückgehen, wobei ein entsprechender urkundlicher Beleg erstmals aus dem Jahre 1139 überliefert ist. Die Kapelle bestand bereits vor der Ankunft der Reliquien des hl. Kastulus in Moosburg und wurde bis ins 13. Jahrhundert nach dem hl. Leonhard als „Leonhardikapelle“ bezeichnet.
Das Hauptwerk der Kapelle bildet ein neugotischer Altar mit einem Holzrelief, das die Ermordung der hl. Ursula darstellt. Vor dem Altarretabel steht ein Taufbecken.
Bis Juli 2015 befand sich an der westlichen Schmalwand der Kapelle eine spätgotische Statue des Kirchenpatrons Kastulus. Seitdem befindet sie sich im südlichen Eingangsbereich. Die Figur wurde im 19. Jahrhundert stark überarbeitet, so dass ihr ursprüngliches Aussehen verändert worden ist.
In der Gruft der Ursulakapelle befand sich die Grablege der Grafen von Moosburg, die bis 1281 in Moosburg lebten und hier unter Steinplatten beigesetzt wurden. Der Schlussstein des Kapellengewölbes zeigt noch heute das gräfliche Familienwappen. 1020 wurde hier der verstorbene Pilgrim von Moosburg, Vater des Freisinger Bischofs Egilbert von Moosburg, bestattet.
Am 19. August 1281 starb mit Konrad IV., dem Jüngeren, der letzte Graf von Moosburg. Nach dem Aussterben des Adelsgeschlechtes durfte die Ortschaft Moosburg deren Wappen übernehmen. Für ihre Unterstützung Ludwigs IV. des Bayern und ihre Tapferkeit in der Schlacht von Gammelsdorf am 9. November 1313 bekam die Stadt Moosburg die drei Rosen aus dem Wappen der ausgestorbenen Grafenfamilie verliehen.

## Innenraum

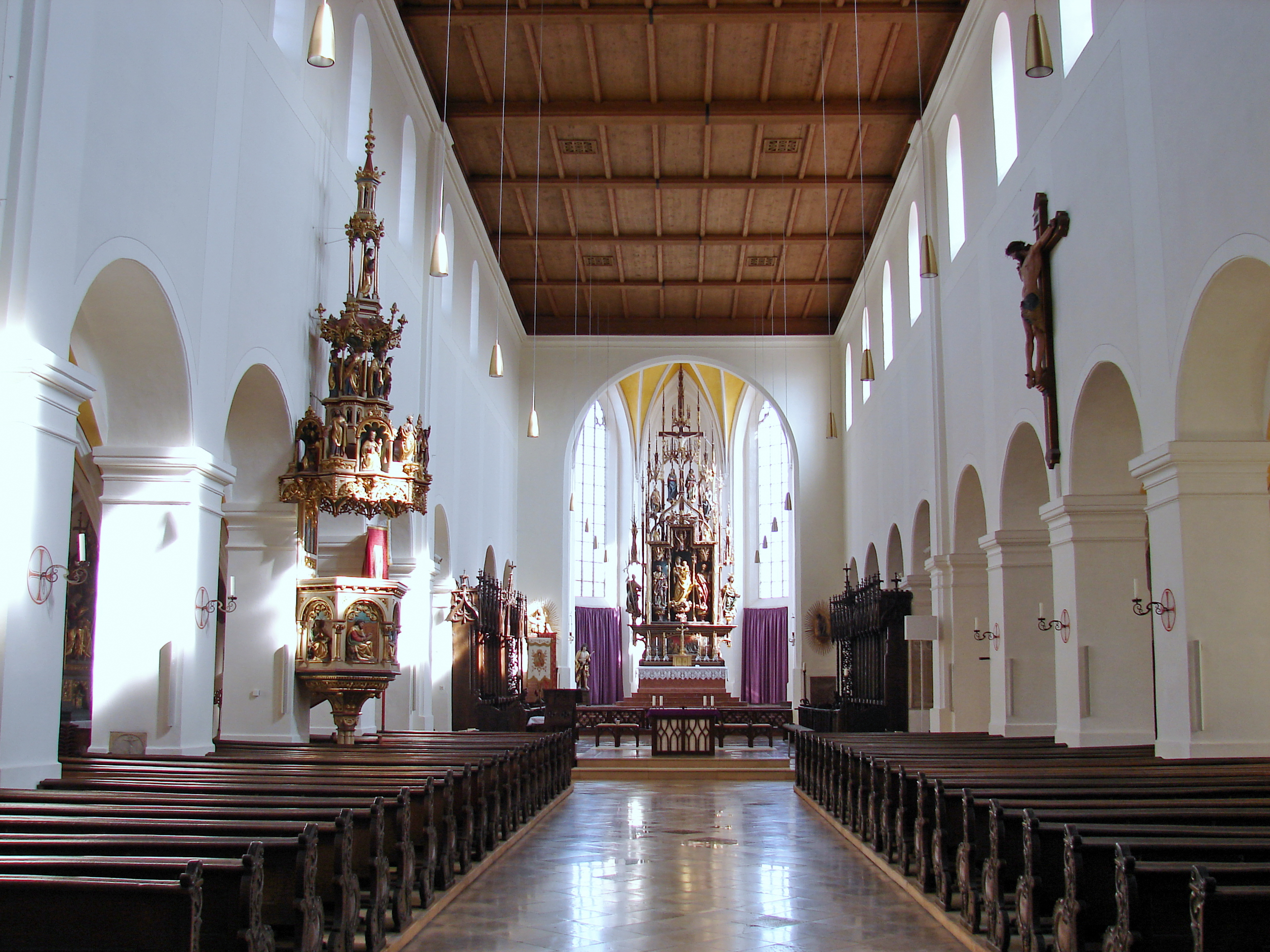
Innenraum des Kastulusmünsters, Ansicht vom Westeingang

Der Innenraum des Kastulusmünsters gleicht einer dreischiffigen Pfeilerbasilika der Romanik in einer Art altbairisch-alpenländischem Stil. Als Besonderheit ist das flach gedeckte Mittelschiff zu sehen, welches im Kontrast zu den Seitenschiffen steht, die mit Sternrippengewölben gedeckt sind. Im Osten öffnet sich das Langhaus in einem runden Triumphbogen zum spätgotischen Chor. Dieses angedeutete Oktogon ist zu 5/8 geschlossen und besitzt zu beiden Seiten des Altars je zwei hohe Fenster. Auffällig ist im Hochchor das Netzrippengewölbe, welches wieder im Gegensatz zum flach gedeckten Mittelschiff steht. Vermutlich wurde das Mittelschiff aus Geldmangel nicht eingewölbt. Das Langhaus hat auf beiden Seiten zwölf Rundbogenarkaden und repräsentiert wie auch in vielen anderen Punkten die Zahlensymbolik. Im Westen ist eine spätgotische Empore angebracht, welche Renaissance-Fresken mit Szenen des Marienlebens aus dem Jahr 1573 zeigt und die 1974 geweihte Orgel trägt. Durch diese Empore entsteht eine Art Vorhalle, unter welcher auch etliche Sitzreihen Platz finden.

## Ausstattung

### Mittelschiff
Eine reichverzierte neugotische Kanzel des Landshuter Künstlers Paul Weiß aus dem Jahr 1856 schmückt die linke Seite des Mittelschiffs. Ihr gegenüber hängt ein lebensgroßes  Kruzifix Hans Leinbergers (um 1515), das sich ursprünglich auf dem Kreuzaltar befand. Die Kirchenbänke von 1749 besitzen auf ihren Stirnseiten geschnitzte Ornamente.

### Seitenschiffe
An der Abschlusswand des linken nördlichen Seitenschiffs befindet sich ein überlebensgroßes Kruzifix Hans Leinbergers mit Marienstatue aus der Kirche St. Michael von 1514 oder um 1521/25. Im gleichen Seitenschiff ist am dritten Pfeiler von Westen das aus Sandstein gefertigte Pestvotiv-Relief des Chorherren Mornauer eingelassen. Es ist ein Werk Leinbergers im Übergang der Spätgotik zur Renaissance (gegen 1515) mit späterer farbiger Fassung. In der Nebenapsis des südlichen Seitenschiffs befindet sich der Grabstein von Sigmund Pucher († 1514). Das Werk aus Rotmarmor wird dem Landshuter Bildhauer Stephan Rottaler zugeschrieben. Am Ostende dieses Seitenschiffs gelangt man durch eine Arkadenöffnung in die Ursulakapelle.

### Chorgestühl

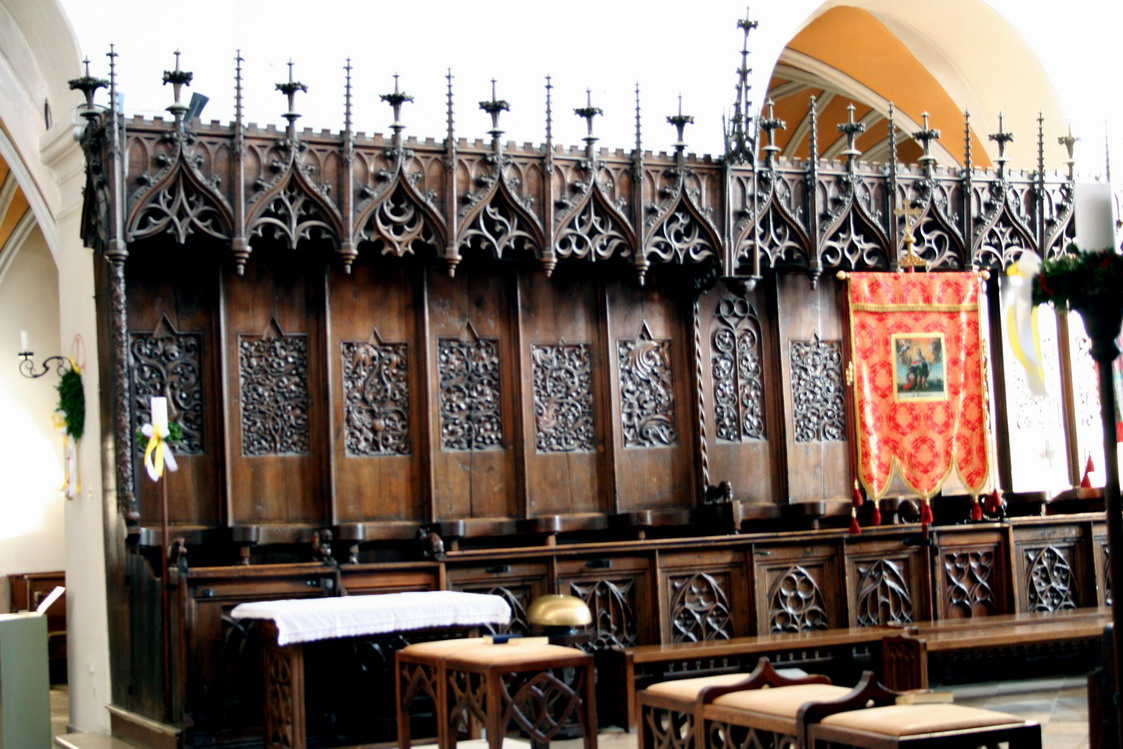
Chorgestühl des Kastulusmünsters

Wohl um das Jahr 1475 ist das Moosburger Chorgestühl entstanden. Es ist reich verziert und stellt neben den Gestühlen im Freisinger Dom und in der Landshuter Stadtpfarr- und Kollegiatstiftskirche St. Martin und Kastulus das bedeutendste seiner Art im unteren Isartal dar. Die Eichenholzschnitzereien stellen Fabelwesen dar.

### Hochaltar
Hauptartikel: Leinberger-Altar

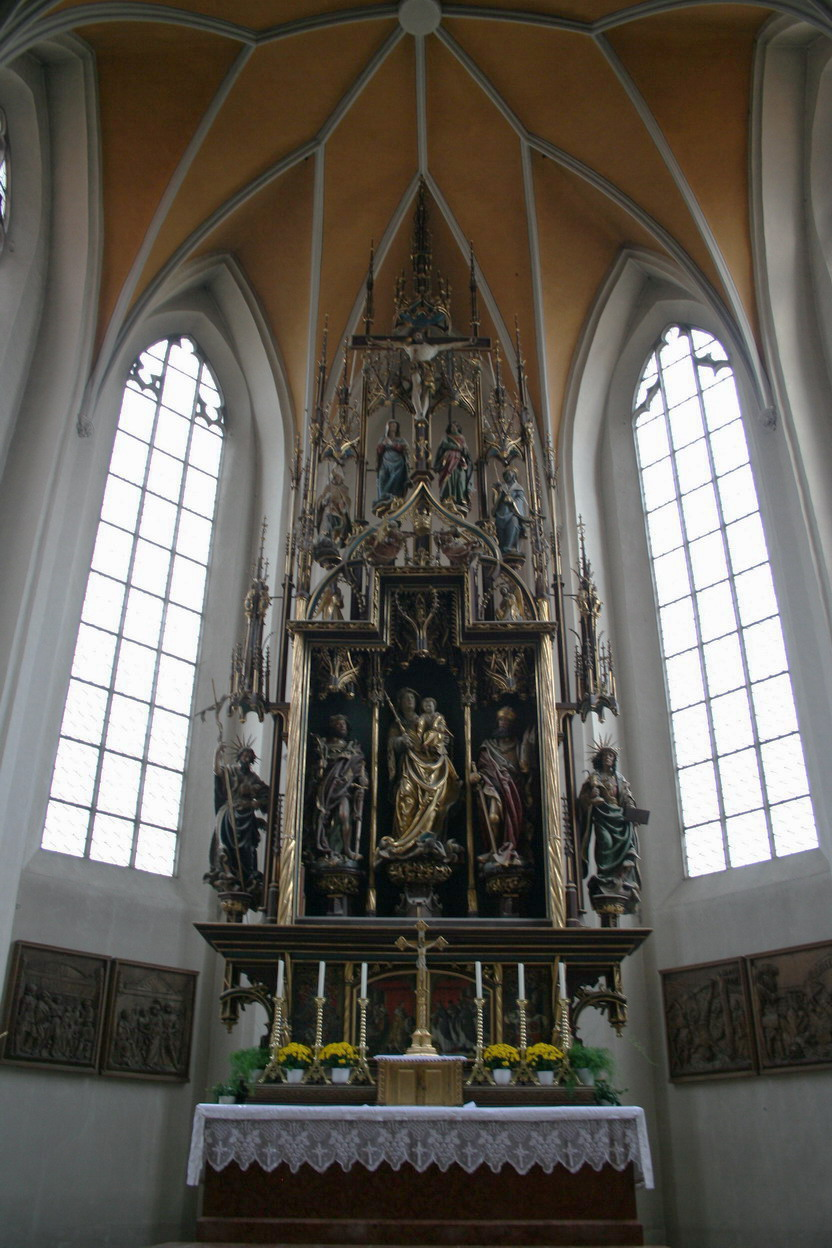
Hochaltar von Hans Leinberger, 1514

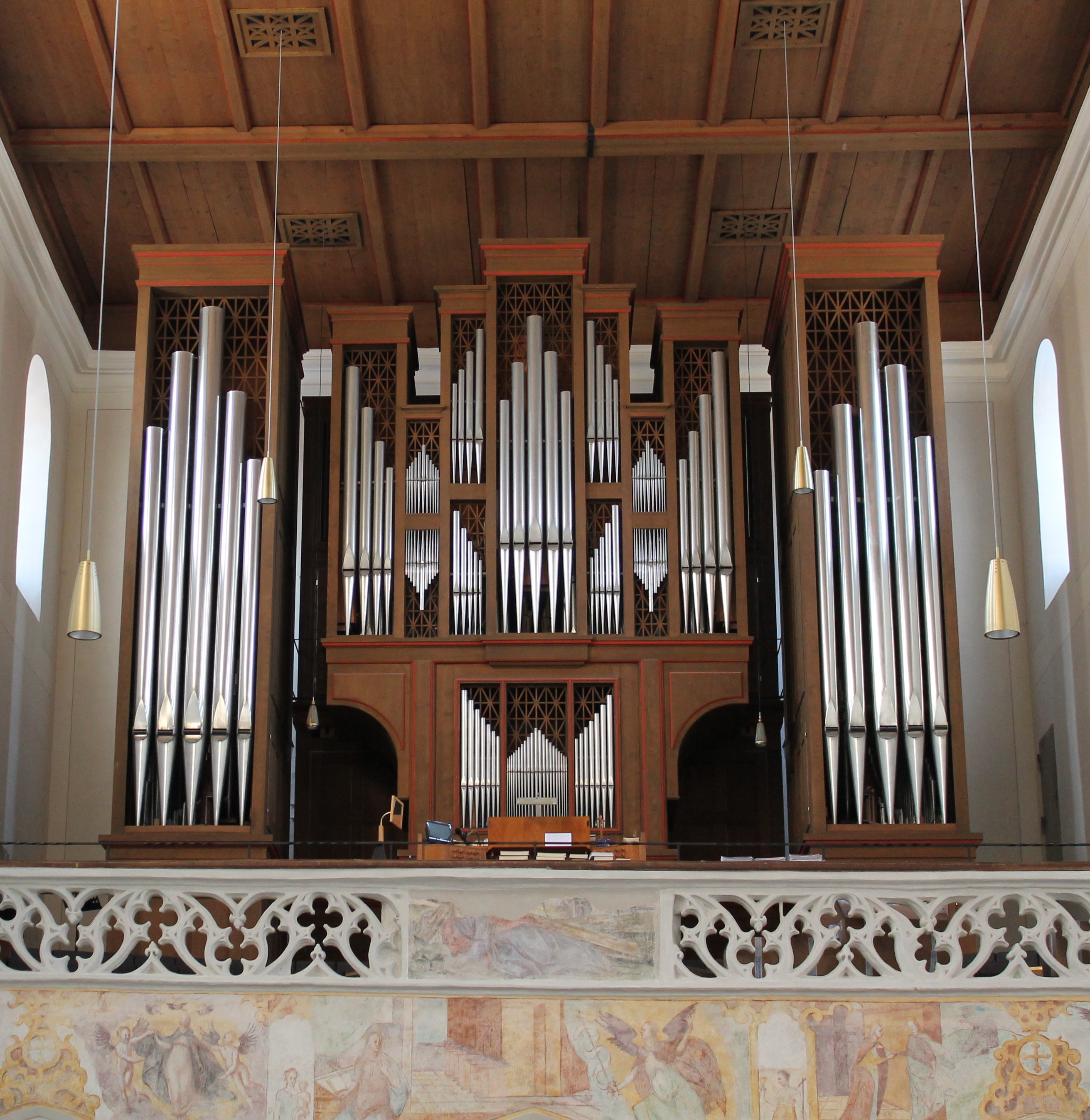
Orgel

Der Hochaltar wurde 1511 als Stiftung des Propstes Theoderich Mair (1486–1507), einem Sohn des herzoglichen Rates Martin Mair, beim Landshuter Bildhauer Hans Leinberger in Auftrag gegeben. Mairs Epitaph befindet sich an der rechten Chorwand.
1514 wurde der Altarschrein, der zum größten Teil aus Lindenholz besteht, fertiggestellt. Auf den beiden Türflügeln, die in der Predella die Nische mit dem (Rest-)Reliquienschrein des Kirchenpatrons verschließen, hat der Maler Hans Wertinger links Wolfgang (* 1451; † 1514), den Bruder des bayerischen Herzogs Albrecht IV., mit dessen  drei Söhnen Wilhelm IV., Ludwig und Ernst und rechts Propst Theoderich Mair und die Moosburger Chorherren in ihrer damaligen Tracht mit Pelzumhang dargestellt.
Ebenfalls zum Hochaltar gehören vier Holzreliefs von den Innenseiten der Altarflügel, die das Martyrium des heiligen Kastulus zeigen.
Im Zentrum des Altars stehen die Kirchenpatrone Kastulus und Maria, obenauf sieht man Jesus am Kreuz, wie üblich flankiert von Maria und Johannes.
Neben dem Altar steht seit 1972 eine um 1510 geschaffene Statue des heiligen Sebastian, die früher zum Teil dem Meister von Rabenden zugeschrieben wurde.

### Volksaltar
Nach dem Zweiten Vatikanischen Konzil wurde zwischen den Kirchenbänken und dem Chorgestühl ein Altarbereich mit einem hölzernen Volksaltar eingerichtet, um der neuen liturgischen Gestaltung gerecht zu werden. Als Ambo verwendete man ein umgebautes gotisches Schreibpult. 2013 wurde der Altarraum neu gestaltet. Die Altarinsel besteht seitdem aus spanischem Sandstein. Hauptaltar und Ambo wurden vom Moosburger Steinmetz Manfred Kozel aus kroatischem, beigem Kalkstein geschaffen. Der vier Tonnen schwere Altar hat sieben schmale, von goldenen Metallscheiben durchdrungene Durchbrüche, die an die Zahl der Sakramente und die Verbindung des Irdischen mit dem Himmlischen erinnern sollen. Das Martyrium des heiligen Kastulus soll durch die nach unten führenden Steinrippen dargestellt werden. Im Steinblock befindet sich das Sepulcrum, in das während der Altarweihe am 3. November 2013 durch Erzbischof Reinhard Kardinal Marx Reliquien des heiligen Kastulus und des seligen Otto von Freising eingesetzt wurden.

## Orgel
Die Orgel des Kastulusmünsters wurde 1974 von Guido Nenninger erbaut. Das Schleifladeninstrument mit mechanischer Spiel- und elektrischer Registertraktur umfasst insgesamt 39 Register auf drei Manualen und Pedal. Die Disposition lautet wie folgt:
| I Hauptwerk C–g3 |                 |           |
| 1.               | Bordun          | 16′       |
| 2.               | Principal       | 8′        |
| 3.               | Rohrflöte       | 8′        |
| 4.               | Octave          | 4′        |
| 5.               | Spitzflöte      | 4′        |
| 6.               | Quinte          | 2 ⁄3′     |
| 7.               | Superoctave     | 2′        |
| 8.               | Grand Cornet V  | 8′ (ab g) |
| 9.               | Rauschpfeife II | 1 ⁄3′     |
| 10.              | Mixtur IV-V     | 2⁄3′      |
| 11.              | Trompete        | 8′        |
| 12.              | Clairon         | 4′        |

| II Brustpositiv C–g3 |                  |        |
| 13.                  | Holzgedackt      | 8′     |
| 14.                  | Principal        | 4′     |
| 15.                  | Rohrflöte        | 4′     |
| 16.                  | Nasat            | 2⁄3′   |
| 17.                  | Waldflöte        | 2′     |
| 18.                  | Terz             | 1 3⁄5′ |
| 19.                  | Oktävlein        | 1′     |
| 20.                  | Glockenzimbel II | 1⁄2′   |
| 21.                  | Vox humana       | 8′     |
|                      | Tremulant        |        |

| III Schwellwerk C–g3 |                |       |
| 22.                  | Rohrgedackt    | 8′    |
| 23.                  | Spitzgamba     | 8′    |
| 24.                  | Koppelflöte    | 4′    |
| 25.                  | Principal      | 2′    |
| 26.                  | Larigot        | 1 ⁄3′ |
| 27.                  | Scharff III-IV | 1′    |
| 28.                  | Dulzian        | 16′   |
| 29.                  | Helltrompete   | 8′    |
|                      | Tremulant      |       |

| Pedal C–f1 |               |       |
| 30.        | Principal     | 16′   |
| 31.        | Subbass       | 16′   |
| 32.        | Holzprincipal | 8′    |
| 33.        | Gedacktpommer | 8′    |
| 34.        | Octave        | 4′    |
| 35.        | Rohrpfeife    | 2′    |
| 36.        | Mixtur IV     | 2 ⁄3′ |
| 37.        | Posaune       | 16′   |
| 38.        | Trompete      | 8′    |
| 39.        | Schalmey      | 4′    |

- Koppeln: I/II, I/III, II/III, I/P, II/P, III/P
- Spielhilfen: 4 freie Kombinationen

## Geläut
In den letzten Junitagen des Jahres 1917 wurden dem Kastulusmünster von sieben Glocken vier zu Kriegszwecken abgenommen und eingeschmolzen. Jedoch konnte rechtzeitig zum Kastulusfest im Februar 1927 ein neues Geläut aufgezogen werden. Aber schon 1942 wurden erneut vier Glocken entnommen und deren Material für Kriegszwecke gebraucht. Im Juni 1954 bekam das Münster zu den zwei noch übrig gebliebenen historischen Glocken aus Bronze fünf neue Euphonglocken hinzu.
| Glocke | Name             | Gussjahr | Gießer, Gussort                | Gewicht | Durchmesser | Schlagton |
| ------ | ---------------- | -------- | ------------------------------ | ------- | ----------- | --------- |
| 1      | Kastulusglocke   | 1954     | Karl Czudnochowsky, Erding     | 2340 kg | 1700 mm     | b0(-3)    |
| 2      | Marienglocke     | 1954     | Karl Czudnochowsky, Erding     | 1436 kg | 1430 mm     | des1(-3)  |
| 3      | Herz-Jesu-Glocke | 1954     | Karl Czudnochowsky, Erding     | 1148 kg | 1325 mm     | es1(-3)   |
| 4      | Stürmerin        | 1682     | Carl Friedrich Hueber, München | 0801 kg | 1150 mm     | f1        |
| 5      | Josefsglocke     | 1954     | Karl Czudnochowsky, Erding     | 0500 kg | 0965 mm     | as1(-2)   |
| 6      | Theresienglocke  | 1954     | Karl Czudnochowsky, Erding     | 0366 kg | 0870 mm     | b1(-2)    |
| 7      | Elferin          | 1539     | Hans Bamberger, München        | 0349 kg | 0835 mm     | des2(-2)  |